# Estrella de Gwalior
L'Estrella de Gwalior (anglès: Gwalior Star ) és una medalla de campanya presentada per l'Honorable Companyia de les Índies Orientals als soldats de l'exèrcit britànic i de l'exèrcit de Bengala dirigit pels britànics que van participar en la campanya de Gwalior de 1843.

## Història
Les tensions creixents entre la Companyia de les Índies Orientals i l'estat de Gwalior van provocar un avanç dirigit pels britànics cap a Gwalior a principis de desembre de 1843 en un atac de dues vessants. El 29 de desembre de 1843, l'exèrcit britànic va derrotar al Maharaja Shrimant Jayaji Rao Scindia i va recuperar el control de Gwalior . La primera divisió de l'exèrcit, comandada pel general Sir Hugh Gough, va ser victoriosa a la batalla de Maharajpoor. El major-general Grey, el mateix dia, amb la segona divisió, va guanyar la batalla de Punniar.

## Descripció
Aquesta medalla és una estrella de sis puntes de 50 mil·límetres (2,0 polzades) de diàmetre feta de bronze, a partir de canons capturats durant la campanya de Gwalior. Al centre de l'estrella hi ha un disc de plata, que porta la data del 29 de desembre de 1843 i el nom d'una de les batalles de la campanya de Gwalior, ja sigui Maharajpoor o Punniar.
El revers de la medalla és llis i gravat amb el nom i el regiment del soldat a qui es va atorgar la medalla.
Fabricada a la Casa de la Moneda de Calcuta, aquesta medalla va ser presentada pel govern britànic de l'Índia originalment com una estrella amb una agulla a la part posterior per portar-la al pit. Finalment, la majoria d'aquests van ser equipats amb un anell o barra de diferents dissenys, de manera que es podien suspendre per una cinta i portar-los amb altres medalles. La cinta utilitzada era la cinta comuna utilitzada en moltes medalles de la Companyia de les Índies Orientals, que era una cinta degradada vermell-blanc-groc-blanc-blau com la que es troba a la Medalla de Candahar, Ghuznee i Cabul.

## Estrella de Dama per a Maharajpoor
Lord Ellenborough, el governador general de l'Índia, va presentar una estrella d'or especial a cadascuna de les quatre dones d'oficials de l'exèrcit que, a causa de la velocitat dels esdeveniments, es van trobar presents a la batalla de Maharajpoor.
Si bé el disseny de l'estrella segueix àmpliament el de la medalla de campanya, al centre de l'anvers hi ha l'efígie de la reina Victòria, amb el nom i la data de la batalla al revers. L'estrella està suspesa d'una cinta i una sivella d'imitació d'or i esmalt. Lady Gough va fer pintar el seu retrat portant l'Estrella de Dama.